# 洛德瓦爾
洛德瓦爾是東非國家肯雅的城鎮，由裂谷省負責管轄，位於該國西北部圖爾卡納湖以西，海拔高度477米，每年平均降雨量193毫米，鎮上有機場設施，主要經濟活動有編籃和旅遊業，人口約17,000。

## 外部連結
- MSN Map[永久]

03°07′00″N 35°36′00″E / 3.11667°N 35.60000°E